# Burg Denklingen
Die Burg Denklingen ist eine Burganlage im gleichnamigen Ortsteil von Reichshof, Oberbergisches Land, Nordrhein-Westfalen.

## Geschichte
Ursprünglich scheint Denklingen alter saynscher Gerichtssitz gewesen zu sein. Es gab bereits im 14. Jahrhundert in Denklingen ein Schloss, das die Grafen von Berg im Besitz hatten. In der Sühne vom 9. Juli 1404 zwischen Jungherzog Adolf von Berg und Johann von Loon, Herrn von Heinsberg und Löwenburg sowie Junggraf Gerhard von Sayn, Herrn zu Freusburg und Homburg (worin auch Herzog Wilhelm von Berg, Graf Johann von Sayn und der Herzog von Burgund eingeschlossen sein sollen) findet ein Vergleich wegen des von ihnen gemeinsam in Denklingen errichteten Baues statt: „Vortine alsulge buwe, as zu Dencklyngen gebuwet  is, davan is oeverkomen, dat man dairby die kunde brengen sall, ind vunde man in der kunden, dat des yet up deill uns Gerhart joncgreven van Seyne gebuwet were, dat sall man affbrechen of man sall uns joncgreven dat myt vruntschaffen vurunthalden“.
Johann von Gimborn stellt am 23. Februar 1413 einen Revers aus, dass er das Haus Denklingen, welches ihm der Herzog Adolf von Berg  nebst den Leuten im Kirchspiel Drolshagen auf Lebenszeit in Besitz gegeben hat, jenem zum Offenhaus gemacht habe. Diese Einrichtung der damaligen Zeit verdankt ihre Entstehung dem Lehnswesen. Altfreie Besitzer befestigter Burgen sahen sich meistens im 14. Jahrhundert genötigt, diese mit „zugehörigen Hintersassen“ (Bewohnern) den benachbarten Grafen und Herzögen zum Offenhaus (Castrum ligium) zu erklären. So konnten diese sich jederzeit der Burgen zur Verteidigung gegen Feinde bedienen, wogegen die Besitzer in Schutz und Schirm genommen wurden.
Am 24. August 1423 wird Engelbert von Scheidt, genannt Weschpfenning, mit der Burg Denklingen belehnt.
In einer Urkunde vom 1. September 1433, nach welcher Herzog Adolf mit dem Landgrafen Ludwig I. von Hessen ein Bündnis schließt, dass u. a. Denklingen diesem Offenhaus sein soll, spricht Adolf von „unserem Slosse“. Am 29. November 1435  verpfändet Herzog Adolf Schloss und Amt Windeck und Denklingen an den Amtmann Wilhelm von Nesselrode.
Eine Urkunde vom 6. Dezember 1473 besagt, dass Windeck mit Denklingen in den Besitz von Bertram von Nesselrode kommt.
Über die Geschichte der Burg unter bergischer Verwaltung ist nichts bekannt. Das ändert sich mit dem Siegburger Vertrag im Jahre 1604. Am 2. Dezember findet die gegenseitige Übergabe der ausgewechselten Gebiete und Leute, sowie die Huldigung der neuen Untertanen in der Nähe von Heisterstock bei Winterborn (Gemeinde Nümbrecht) auf freiem Felde statt. Der Adel der nunmehr bergischen Kirchspiele Morsbach und Waldbröl wurde auf den 11. März 1605 zur Huldigung auf die Burg in Denklingen befohlen, um dem Herzog als Landesherren den Untertaneneid zu leisten.
Das heutige Burggebäude war ursprünglich eine Wasserburg und entstand vom 16. bis 18. Jahrhundert. Im Jahr 1672 wurde die Verwaltung des Amtes Windeck in die Burg verlegt. Sie wurde auch Rentei genannt, da der zuständige Rentmeister dort seinen Sitz hatte.
1698 erfolgte bei Renovierungsarbeiten die Öffnung des zweigeschossigen Torhauses. An den Seiten befand sich ein Steingewölbe, das früher einmal als Gefängnis diente.
Im Jahre 1987 wurden die Restaurierungsarbeiten an der Burg abgeschlossen.

## Besonderheiten heute
- Töpfermarkt auf dem Burghof jährlich zu Pfingsten
- Trauzimmer im ersten Stockwerk

## Quelle
- Oswald Gerhard: Eckenhagen und Denklingen im Wandel der Zeiten. Eine Heimatgeschichte des ehemaligen Reichshofgebietes Eckenhagen. Hrsg. vom Heimatverein Eckenhagen e. V., Eckenhagen 1953.